# Nicolas Bacri
 (janvier 2023).
Si vous disposez d'ouvrages ou d'articles de référence ou si vous connaissez des sites web de qualité traitant du thème abordé ici, merci de compléter l'article en donnant les références utiles à sa vérifiabilité et en les liant à la section « Notes et références ».
Pour les articles homonymes, voir Bacri.
Nicolas Bacri, né le 23 novembre 1961 à Paris, est un compositeur français, auteur de  cent-soixante œuvres dont sept symphonies, onze quatuors à cordes, huit cantates, deux opéras en un acte, quatre concertos pour violon, sept trios avec piano, quatre sonates pour violon et piano, deux sonates pour violoncelle et piano, et de nombreuses autres œuvres de musique de chambre et concertantes pour deux pianos, flûte, hautbois, clarinette, clarinette-basse, cor, trompette, alto et violoncelle...

## Biographie
Nicolas Bacri naît le 23 novembre 1961 à Paris. Après avoir été formé par Françoise Levechin-Gangloff, Christian Manen et Louis Saguer (1979), il reçoit l'enseignement au CNSMD de Paris de Serge Nigg et Michel Philippot (composition), Claude Ballif (analyse musicale) et Marius Constant (orchestration),. En 1983, il obtient au sein de cette institution un premier prix de composition musicale avec les félicitations du jury.
De 1983 à 1985, il est pensionnaire de l'Académie de France à Rome Villa Médicis,. En 1987, il remporte le prix Stéphane Chapelier.
Entre 1987 et 1991, Nicolas Bacri occupe le poste de délégué artistique du service de la musique de chambre à Radio France, et programme soixante-dix concerts par an (de la musique ancienne jusqu'aux créations) dont la toute première intégrale en France des quinze quatuors à cordes de Chostakovitch (saison 1989–1990) avec le Manhattan String Quartet (comme symbole de la fin de la guerre froide). Sous son impulsion, Radio-France aura également été la première institution française à programmer la musique des principaux compositeurs internés dans le camp de Terezin pendant la seconde guerre mondiale (Pavel Haas, Gideon Klein, Hans Krasa  et Viktor Ullmann) lors des émissions en direct sur France-Musique, Les mardis de la musique de chambre.
De 1991 à 1993, il est en résidence à la Casa de Velázquez à Madrid puis de 1993 à 1999 il est lauréat de la Fondation du Crédit National (Banque populaire) et réside à l'Abbaye de La Prée sur l'invitation de l'association Pour Que l'Esprit Vive. Avec Dominique de Williencourt et Hélène Thièbault il fonde et co-dirige les Rencontres Musicales de La Prée de 1994 à 1998 qui donneront aux mélomanes l'occasion de découvrir, pour la première fois en France, le Quintette avec piano op. 18 de  Mieczyslaw Weinberg. Après deux nouvelles années à Paris il est nommé compositeur en résidence au CRR de Bayonne (direction Xavier Delette) et réside dans cette ville de 2001 à 2006. Après quinze mois à Genève, il s'installe à Bruxelles où il vit depuis septembre 2007.
Il enseigne l'orchestration de 2005 à 2011 à la Haute école de musique de Genève, puis la composition au CRR de Paris d'octobre 2017 à octobre 2023, ainsi qu'à la Schola Cantorum de 2018 à 2023.

## Distinctions et récompenses
- 1987 : La SACEM lui décerne le prix Stéphane Chapelier[2],
- 1989 : Prix André Caplet par l'Académie des beaux-arts. Cette même académie lui décerne en 1993 le prix Georges Wildenstein, et le prix Pierre Cardin l'année suivante.
- 1991 : La ville de Nantes lui décerne le Prix Pineau-Chaillou.
- 1992 : Prix Hervé Dugardin, de la SACEM
- 1993 : Grand Prix de la Nouvelle Académie du Disque, pour un premier disque monographique.
- 1995 : Prix Claude Arrieu, de la SACEM
- 2005 : Grand Prix lycéens des compositeurs, grâce à sa cantate no 4 op. 44 (Sonnet 66 de W. Shakespeare) pour mezzo-soprano et cordes (éditions Durand)[6].
- 2006 : Grand Prix de la Musique symphonique de la SACEM[5]
- 2017 :  Officier de l'ordre des Arts et des Lettres[7]

## Œuvre
Avant de revenir progressivement au sentiment tonal (plus qu'à la tonalité proprement dite) il a, comme beaucoup de compositeurs, pratiqué la musique atonale dans les années 1980 (opus 1 à 20). Le lyrisme de ses œuvres récentes n'exclut pas une attention portée à la logique formelle qui a toujours caractérisé sa musique depuis ses débuts.
« Un temps ancrée dans une esthétique constructiviste post-webernienne dont le point culminant est sa Symphonie No. 1 (1983-84) dédiée à Elliott Carter qui a écrit de lui en novembre 1989 : "En effet la musique de Nicolas Bacri vaut certainement la peine d'être étudiée, car l'imagination et la maîtrise musicales que vous y trouverez montre que ses partitions sont parmi les plus importantes de sa génération française.", sa musique a progressivement renoué, depuis son Concerto pour violoncelle de 1987 (dédié à Henri Dutilleux), avec cette continuité mélodique que l'esthétique prédominante de l'après-guerre avait évacuée. Loin de constituer une régression, au sens adornien du terme, ce virage contribue à inscrire N. Bacri dans l'esthétique de son temps, une esthétique de la réconciliation. » (Philippe Michel, The New Grove Dictionary of Music and Musicians, édition 2001).
Nommé aux  "Victoires de la musique classique" à cinq reprises en 2004, 2005,  2007, 2008 et 2012 N. Bacri est le tenant d'une musique modale qui ne se veut ni strictement tonale, ni sérielle. Il rejoint par là une nouvelle tendance de la musique contemporaine en général et de la musique française en particulier, aussi représentée par Thierry Escaich, Guillaume Connesson, Philippe Hersant , Jean-Louis Florentz, Olivier Greif ou Karol Beffa. 
En 1995 et 96 il est Premier compositeur invité de l'Orchestre Symphonique Français pour lequel il écrit Folia et Cantate No. 4 (Sonnet de Shakespeare 66). De 1995 à 1998 il est Compositeur en résidence à l'Orchestre de Picardie pour lequel il écrit ses Quatrième et Cinquième Symphonies. En 2001 il est en résidence au C.N.R. et à l'Orchestre de Bayonne-Côte-Basque pour lequel il écrit sa Cinquième Cantate "Isiltasunaren Ortzadarra". Simultanément à sa résidence pour trois saisons (2010-12) au Festival des Forêts (Compiègne) il est compositeur associé à l'Ensemble orchestral de Paris pour les saisons 2009-2011 et termine pour cet orchestre son cycle Les Quatre saisons pour hautbois, violon, alto, violoncelle et orchestre à cordes pour François Leleux.
Bacri a reçu d'importantes commandes dans tous les grands domaines musicaux : opéra, symphonie, concertante, vocale, chorale et musique de chambre. En février 2020, Riccardo Muti a dirigé la première mondiale de sa Concertante Elegy for Bass Clarinet and Orchestra op. 150 « Ophelia's Tears », avec le soliste J. Lawrie Bloom, une œuvre commandée par l'Orchestre symphonique de Chicago. Howard Reich, du Chicago Tribune, a écrit à propos de cette oeuvre : « L'écriture ouvertement émotionnelle pour la clarinette basse (...) a certainement défié les modes musicales de notre époque bruyante ». Dans son livre The Classical Revolution : Thoughts on New Music in the 21st Century, John Borstlap a salué Bacri comme « le compositeur français le plus important depuis Messiaen et Dutilleux... ».
Dans son livre Notes étrangères, Nicolas Bacri déclare :

« Ma musique n'est pas néo-classique, elle est classique, car elle retient du classicisme ce qu'il a d'intemporel : la rigueur de l'expression. Ma musique n'est pas néo-romantique, elle est romantique, car elle retient du romantisme ce qu'il a d'intemporel : la densité de l'expression. Ma musique est moderne car elle retient du modernisme ce qu'il a d'intemporel : l'élargissement du champ de l'expression. Ma musique est post-moderne car elle retient du post-modernisme ce qu'il a d'intemporel : le mélange des techniques d'expression. »

Ses principaux éditeurs sont Le Chant du monde, Alphonse Leduc, Durand, Gérard Billaudot (Paris). et Peer Music (Hamburg/New York).

### Orchestre
- 7 symphonies :
  - no 1 op. 11, 1983-84 (à Elliott Carter)
  - no 2 op. 22 « Sinfonia dolorosa », 1986/90 (in memoriam Alan Pettersson)
  - no 3 op. 33 « Sinfonia da requiem », avec Mezzo-soprano & chœurs, 1988-94
  - no 4 op. 49 « Symphonie classique Sturm und Drang », 1995-96
  - no 5 op. 55 « Concerto pour orchestre », 1996-97
  - no 6 op. 60, 1998. Dédiée à Serge Nigg. Commande de Radio France pour l'Orchestre national
  - no 7 op. 124 « Sinfonia tripartita », 2003/2011-14
- Folia, chaconne symphonique, op. 30, 1990
- « A Short ouverture », op. 84, 1978/2002-03
- Elegie In Memoriam D.S.C.H. op. 85b, 2003/12
- Partita op. 88b, 2004
- Via Crucis op. 107, pour instruments à vent, 2008
- Fragments symphoniques (Ouverture) op. 124a, 2011
- A Day (Quatre Images pour orchestre) op. 130, 2013

### Orchestre à cordes
- Esquisses pour un Tombeau, op. 18, 1985-89
- Musica per archi, op. 36b, 1991-92
- Sinfonietta, op. 72, 2001
- Elegy in memoriam D.S.C.H., op. 85, 2003/12

### Concertos
- 5 Concertos pour violon :
  - (no 1) op. 7, 1982-83
  - no 2 op.29 3 Canti e finale, 1987-89
  - no 3 op. 83, 1999-2000/2003
  - (no 4) Winter's Night (Concerto-Méditation pour violon et orchestre à cordes) op. 116, 2008-09, créé par Elissa Cassini
  - Quasi Una Fantasia - Concerto pour 3 violons et orchestre, op. 118, 2010 (A Lisa Batiashvili, Alina Pogoskina et Baïba Skride)
- 4 Concertos pour clarinette :
  - (no 1) op. 20 Capriccio notturno, 1986-87 (à Robert Fontaine)
  - (no 2) op. 61 Concerto da camera, pour clarinette et orchestre à cordes, 1998 (à Philippe Cuper)
  - op.150 Ophelia s Tears, Concertante Elegy pour clarinette-basse et orchestre, 2019 (For J. Lawrie Bloom and to the memory of Oliver Knussen (1952-2018))
  - op. 152 Concerto breve, pour clarinette et orchestre à cordes, 2019-20  (à Aude Camus, Romain Guyot et Paul Meyer pour le Concours Jacques Lancelot)
- 2 Concertos pour trompette :
  - no 1 op. 39, Épisodes pour trompette, orchestre à cordes, instruments à vent, piano et percussions en hommage à Michael Tippett, 1992
  - no 2 op. 65, Im Angedenken J. S. Bachs, pour trompette et orchestre à cordes, 2000
- 2 Concertos pour violoncelle:
  - Concerto pour violoncelle op. 17, 1985/87, (à Henri Dutilleux)
  - Sinfonia concertante, op. 83a, pour violoncelle et orchestre, 1999-2000/2004 (à Sébastien Van Kuijk)
- Concerto pour piano op. 2, 1980-81 (à Frederick Martin)
- Concerto pour flûte, op. 63, 1999 (à Philippe Bernold)

### Autres œuvres concertantes
- Requiem, op. 23, pour alto ou violoncelle et orchestre de chambre, 1987-88 (in memoriam Dimitri Chostakovitch)
- Folia, op. 30b, pour alto ou violoncelle et orchestre à cordes, 1990
- Symphonie concertante, op. 51, pour deux pianos et orchestre à cordes, 1995-96 rev. 2006 (à Hélène et Marie Desmoulin, in memoriam Miecyslaw Weinberg)
- Une Prière, op. 52, pour alto ou violon ou violoncelle et orchestre, 1995-97 (à la mémoire des martyrs juifs de tous les temps)
- Divertimento, op. 66, pour violon, piano et orchestre, 1999-2000
- Notturno, op. 74, pour hautbois et orchestre à cordes, 2001 (à François Leleux)
- Les quatre saisons : (à François Leleux)
  - Concerto nostalgico op. 80 no 1 L'automne, pour hautbois (ou violon), violoncelle (ou basson) et orchestre à cordes, 2000/02
  - Concerto amoroso op. 80 no 2 Le printemps, pour hautbois, violon (ou deux violons), et orchestre à cordes, 2004-05
  - Concerto tenebroso op. 80 no 3 L'hiver, pour hautbois (ou violon), alto et orchestre à cordes, 2009
  - Concerto luminoso op. 80 no 4 L'été, pour hautbois (ou violon), violon, alto, violoncelle et orchestre à cordes, 2010-11
- Partita concertante op. 88c, pour flûte (ou hautbois, ou clarinette, ou basson) et orchestre à cordes, 2004
- Nocturne, op. 90, pour violoncelle et orchestre à cordes, 2004
- Musica concertante, op. 117, pour cor ou alto ou violoncelle et orchestre à vent ou à cordes, 2008-10
- Piccolo Concerto notturno op. 137, pour alto solo et ensemble d'altos, 2014

### Musique de chambre
- 11 Quatuors à cordes :
  - no 1 « Fantaisie », op. 1, 1980 (à Michel Philippot)
  - no 2 « 5 Pièces opus 5 », 1982 (à Denis Cohen)
  - no 3 « Esquisses pour un Tombeau », op. 18, 1985-89 (à Frédérick Martin)
  - no 4 « Omaggio a Beethoven », op. 42, 1989-94 (au Quatuor Lindsay)
  - no 5 op. 57, 1997 (au Quatuor Danel)
  - no 6 op. 97, 2005-06 (à Jacques Boisgallais et au Quatuor Psophos)
  - no 7 « Variations sérieuses », op. 101, 2006-07 (à Alain Meunier, in memoriam Robert Simpson)
  - no 8 « Omaggio a Haydn », op. 112, 2008-09 (à Georges Zeisel et au Quatuor Voce)
  - no 9 « Canto di speranza », op. 140, 2015 (au Quatuor Malibran)
  - no 10 « Metamorphoses », op. 142, 2016-18 (à  Bernard Fournier et au Quatuor Voce)
  - no 11 « Quartetto serioso in omaggio a Beethoven », op. 153, 2019-20/22 ( à David Hackbridge Johnson)
- Autres œuvres avec quatuor à cordes
  - « Toccata sinfonica », pour piano et quatuor à cordes op. 34b, 1987-93
  - Sextuor à cordes, op. 36, 1991-92
  - Concerto da camera, pour clarinette et quatuor à cordes op. 61, 1998
  - Partita concertante pour flûte (ou hautbois, ou clarinette, ou basson) et quatuor à cordes op. 88c (2004)
  - Sonatina lirica, pour clarinette (ou saxophone alto) et quatuor à cordes op. 108 n° 1b, 2008
  - Concerto breve, pour clarinette et quatuor à cordes op. 152, 2019-20
- 7 trios avec piano
  - no 1 « Toccata sinfonica », op. 34,pour violon, violoncelle et piano, 1987-93
  - no 2 « Les contrastes », op. 47, pour violon, violoncelle et piano,1995
  - no 3 « Sonata notturna », op. 54, pour violon (ou flûte), violoncelle (ou alto) et piano,1996-97
  - no 4 « Sonata seria », op. 98, pour violon, violoncelle et piano, 2006
  - no 5 « Trio lirico », pour clarinette (ou violon), alto (ou violoncelle, ou cor) et piano, op. 143, 2016-17
  - no 6 « Notturno ed Allegro », pour deux violons et piano ou violon (ou flûte) et violoncelle (ou alto, ou clarinette) et piano, op. 151, 2019
  - no 7 « Omaggio al giovane maestro », pour violon, violoncelle et piano, op. 160, 2021
- Œuvres avec instruments à vent
  - A Landscape, pour quintette à vent op. 26b (1988/92)
  - American letters pour clarinette, alto et piano op. 35 (1991-94)
  - American letters pour deux saxophones alto et piano op. 35b (1991-94)
  - Divertimento pour clarinette, violon, alto et violoncelle op. 37 (1991-92)
  - Quatre bagatelles pour quintette à vent op. 38b (1992)
  - Im Volkston (Divertimento no 2 pour clarinette, violon et violoncelle)  op. 43 (1994)
  - Night Music pour clarinette et violoncelle op. 73 (2001)
  - Trois Nocturnes, pour flûte et trio à cordes op. 79 (2002)
  - Partita da camera pour flûte (ou hautbois, ou clarinette, ou basson) et trio à cordes op. 88d (2004)
  - A Smiling Suite (d'après Diletto classico), pour clarinette, violon et piano op.100b (2006--07)
  - Sonatina lirica, pour clarinette (ou saxophone alto, ou alto) et piano op. 108 no 1 (2008)
  - Sonatina lapidaria, pour clarinette (ou saxophone alto, ou alto) et piano op. 108 no 2 (2008)
  - Trois Impromptus pour flûte et piano op. 115 (2005/09)
  - Cinq moments retrouvés, pour clarinette (ou violon) et piano op. 136 (1979/2014)
  - Trois moments retrouvés, pour clarinette, violon et piano op. 136b (1979/2014)
  - Hommage à Foujita (Sérénade concertante pour flûte et trio à cordes) op. 141 (2015-16)
  - Sonata a quattro (Quasi variazioni), pour quatre clarinettes op. 142a (2016)
  - Notturno ed Allegro, pour piano, violon, violoncelle, clarinette et cor op. 151b (2019)
  - Méditation pastorale, pour flûte, alto et harpe op. 157 2020)
  - Prélude et Toccata, pour clarinette et piano op. 158 (2020)
  - Fantasia giocosa, pour clarinette et piano op. 165 (2024)
  - Divertimento No. 3 (Fantasia giocosa) pour clarinette, violon, alto et violoncelle op. 165a (2024)
  - Quatuor No. 4 pour flûte, violon, alto et violoncelle (Variations sur trois notes) op. 166 (2023-25)

### Sonates avec piano
- Sonate no 1 pour violoncelle et piano, op. 32, 1990-94
- Quatre élégies pour violoncelle et piano, op. 127, 2012
- Sonate no 2 pour violoncelle et piano, op. 128, 2012
- Sonate no 1 pour violon et piano, op. 40, 1993-94
- Sonate no 2 pour violon et piano, op. 75, 2002
- Sonate no 3 pour violon et piano, « Torso » op. 138, 2014
- Sonate n° 4 pour violon et piano, « In Anlehnung an Brahms » op. 148, 2018
- Spring Sonata, pour flûte et piano, op. 147, 2018
- Sonate n° 3 pour flûte et piano, op. 156, 2020
- Sonata da camera, op. 67, pour alto (ou violon, ou violoncelle, ou flûte, ou clarinette, ou saxophone alto) et piano, 1977/1997-2000
- Duos et Trio pour cordes
  - Duo pour violon et violoncelle, op. 25, 1986-87/92
  - Sonate d'Yver, op. 82, pour deux violoncelles, 2002-03
  - Preludio, Minuetto e Fuga, op. 83c, pour deux violoncelles, 2003/13
  - Variations Lucifer, op. 109 no 2, pour deux violoncelles, ou alto et basson (ou violoncelle), 2008/10-11
  - Sonata in memoriam Béla Bartók, op. 95, pour deux violons, 2005
  - Trois Duos pour violon et alto, op. 9 (Croisements), op. 16 (4 Intermezzi) & op. 30 (Chaconne) (1983-90)
  - Deux duos pour deux altos, op. 6 no 1 (Épisodes nocturnes - 1982) & op. 6 no 2 (Threnos - 87/89)
  - Trio à cordes op. 155 , pour violon, alto et violoncelle (2020)

### Instruments solos
- Sonates pour piano :
  - Sonate no 1 « Sonata Corta », op. 68, 1978-1979 ; révisé en 2003
  - Sonate no 2, op. 105, Bruxelles, 2007 ; révisé en 2008-10  (à Julien Quentin)
  - Sonate no 3 « Sonata impetuosa », op. 122, 2011 (à Eliane Reyes)
- L'enfance de l'art, op. 69 no 1, sept pièces de jeunesse pour piano, 1976-79 ; révisé en 2000-03
- Prélude et fugue op. 91, pour piano, 2004
- Diletto classico, op. 100 pour piano, 2006-2007
- Deux esquisses lyriques, op. 103, pour piano, 2006-2007
- Nocturne pour la main gauche, op. 104, pour piano, 2007
- Fantaisie op. 134, pour piano, 2014 (à Eliane Reyes)
- Trois Sonates pour violon seul :
  - Sonate no 1 « Sonata breve (Sonatina in omaggio a Mozart) », op. 45, 1994
  - Sonate no 2, op. 53, 1996
  - Sonate no 3 « Kol Nidrei Sonata », op. 76, 2002
- Six Suites pour violoncelle seul :
  - Suite no 1 Preludio e metamorfosi, op. 31 no 1 - 1987/1990/rév. 1994/2010
  - Suite no 2 Tragica, op. 31 no 2 - 1991-93
  - Suite no 3 Vita et Mors, op. 31 no 3 - 1992-93
  - Suite no 4 op. 50 - 1994/96
  - Suite no 5 Sonata variata op. 70b - 2000-2001
  - Suite no 6 op. 88 - 2004
- Sonate-Méditation, op. 106, pour violon, ou alto, ou violoncelle seul, 2008
- Métamorphoses en hommage à Henri Dutilleux pour violoncelle seul, op. 121 no 1 (2011)
- Métamorphoses sur le nom de Benjamin Britten pour violoncelle seul, op. 121 no 2 (2012)
- Sonata variata' pour alto seul, op. 70 - 2000-2001(aussi pour violon op. 70c)

### Musique vocale
- 8 cantates :
  - Fils d'Abraham, op. 33 no 1, 2 et 3 — 1992-94 (50 min) : Trois cantates à la gloire d'Abraham sur des textes d'auteurs israélites, chrétiens et musulmans ayant vécu sur la péninsule ibérique entre le VIIIe et le  XVe siècle;
  - Vitæ abdicatio, op. 33 no 1 — 1992-94 (Cantate d'après un poème de Sidi Abû Madyan pour mezzo-soprano, hautbois solo et orchestre de chambre et chœur mixte ad libitum) ;
  - Coplas de Don Jorge Manrique pour la muerte de su padre, op. 33 no 2 — 1993 (Cantate madrigalesque pour chœur mixte a cappella ou chœur féminin ou maîtrise d'enfants et quatre instruments à vent ;
  - Vita et Mors, op. 33 no 3 — 1992-93 (Cantate d'après un poème de Bahya Ibn Paqûda pour mezzo-soprano, violoncelle solo et orchestre de chambre);
  - Cantate no 4, op. 44 — 1994-95 (Sonnet LXVI de William Shakespeare pour mezzo-soprano et orchestre à cordes)
  - Isiltasunaren ortzadarra, op. 77 — 2001-02 (Cantate no 5 d'après des fragments poétiques de Joxe Antonio Artze pour mezzo-soprano, chœur mixte et orchestre);
  - Cantata vivaldiana, op. 87 — 2003-04/rév 10-11 (Cantate no 6 sur le Nisi Dominus, pour contre-ténor (ou mezzo-soprano) et orchestre à cordes / Psaume 127 : Nisi Dominus);
  - Deux visages de l'amour, op. 126  — 2012/15 (Cantate no 7 sur des poèmes de Friedrich Rückert, Johann Wolfgang von Goethe & Marianne von Willemer, Adalbert von Chamisso et Émile Verhaeren pour Soprano ou Ténor, ou voix féminine (Allemand) et masculine (Français) en alternance, et piano op. 126a ou quatuor (ou orchestre) à cordes op. 126b);
  - Of Time and Love — 2017-18 (Cantate No. 8 op. 145 pour Soprano (ou Ténor) et sextuor à cordes (ou piano, ou orchestre à cordes) sur les Sonnets de Shakespeare 63 à 65.
- Autres œuvres vocales
  - Lamento, Ach, dass ich Wassers genug hätte (« Si j'avais de l'eau en abondance »), op. 81  — 2002, pour contre-ténor (ou mezzo-soprano) et cordes (Texte anon. du XVIIe siècle d'après les Lamentations du prophète Jérémie)
  - Stabat Mater, op. 86  — 2003, pour chœur mixte, violon solo, soprano et mezzo-soprano soli
  - Three Love Songs, op. 96  — 2005, pour soprano et orchestre, d'après des fragments poétiques de Rûmi
  - Melodias de la melancolia, op. 119  — 2010 (Quatre chansons sur des paroles d'Alvaro Escobar Molina pour soprano et piano op. 119a, ou orchestre op. 119b)
  - Magnificat, op. 120 — 2011, pour trois voix féminines (ou chœur féminin), deux violons et violoncelle (ou orchestre à cordes)
  - Drei romantische Liebesgesänge, op. 126 no 1 — 2012 pour chant et piano op. 126 no 1a (Soprano, Mezzo-soprano ou Ténor, version A), (Soprano léger, version B), (Baryton ou Basse, version C) ou quatuor (ou orchestre) à cordes op. 126 no 1b
  - Zwei romantische Liebesgesänge, op. 126 no 1c — 2012 pour chant  (Soprano, Mezzo-soprano ou Ténor) et hautbois (ou violon), cor anglais (ou alto) et violoncelle
  - Chants d'amour, op. 126 no 2a — 2015 pour chant et piano op.126 no 2a sur des poèmes d'Émile Verhaeren (Soprano, Mezzo-soprano ou Ténor, version A), (Soprano léger, version B), (Baryton ou Basse, version C) ou quatuor (ou orchestre) à cordes op. 126 no 2b
  - Notturni op. 14 (1985-86) (Concerto da camera quasi una sinfonia piccola pour sept instrumentistes et soprano sur des poèmes d'Enzio Cetrangolo)
  - 13 Motets, pour chœur a cappella :
    - Cinq Motets de souffrance et de consolation, op. 59 — 1998 pour chœur mixte a cappella  1. Even such is time (Largo meditativo) d'après Walter Raleigh -   2. Quare tristis es (Adagissimo), extrait du Psaume 42 ou 43 (verset 3). Judica me (Allegro energico), extrait du même Psaume 43 (verset 4). Ego vir videns paupertatem meam (Adagio), Jérémie - 5. Blessed are the dead (Grave), d'après Walter Raleigh
    - Nisi Dominus, op. 62 — 1998 (Motet no 6, pour chœur mixte a cappella)
    - O Lux Beatissima, op. 71 — 2001 (Motet no 7, pour chœur féminin a cappella, extrait de la Séquence pour la Pentecôte)
    - Beatus vir, op. 78 — 2002 (Motet no 8, pour chœur mixte (ou six voix solistes) a cappella, extrait du Psaume 111)
    - Lamento Ach dass ich Wassers genug hätte, op. 80b — 2002 (Motet no 9, pour soprano solo et chœur mixte, ou six voix solistes) a cappella, anonyme allemand, XVIIe siècle d'après les Lamentions de Jérémie)
    - Miserere, op. 93 — 2004 (Motet no 10, pour quatre voix solistes et chœur mixte ou cinq voix solistes a cappella, Poème d'Olivier Dhénin extrait de Froidure)
    - Hope, op. 113 — 2009 (Motet no 11, pour chœur féminin a cappella ou quatre voix solistes)
    - Amor Vincit Omnia (Deux Motets op. 154 No. 12 & 13) pour choeur mixte — 2020
- Autres pièces chorales a cappella :
  - Trois Alleluia, op. 41  — 1994 pour maîtrise d'enfants ou chœur féminin a cappella
  - Benedicat Israel Domino, op. 64 — 2000 (Triptyque mystique pour chœur mixte a cappella, Extraits du Cantique des trois enfants, Dan 3, 56-58)
  - Heriotzetik Bizitzera, op. 77b — 2001-02 (Deux chœurs extraits d'Isiltasunaren ortzadarra, pour chœur mixte a cappella)

### Musique dramatique
- Cosi fanciulli, comédie lyrique en un acte op. 133 (livret de Eric-Emmanuel Schmitt) - 2012-13
- Fleur et le miroir magique, conte lyrique en un acte op.56, (opéra pour enfants) (Livret de Charles Juliet) - 1997-1998
- Trois œuvres avec récitant : 
  - L’arbre à musique, ou les aventures de Séraphine, op.89, Conte musical pour enfants (Livret de Sylvie Robe) - 2004
  - Monsieur « M », op. 109, Conte musical en un tableau, pour récitant et ensemble instrumental (Livret de Philippe Murgier) - 2008
  - Entre-Terres, op. 114, Cinq tableaux pour récitant, orchestre et chœur (Livret de Philippe Murgier) - 2009

## Discographie
Les œuvres de Nicolas Bacri sont enregistrées sur divers labels : Accord, BIS Records, BMG, Deutsche Grammophon, Etcetera, Fuga Libera, Harmonia Mundi, Klarthe Records, Naxos, Triton et Zig-Zag Territoires.

### Piano
- Prélude et Fugue, op. 91 ; Sonate no 2, op. 105 ; Diletto classico, op. 100 ; Deux esquisses lyriques, op. 103 ; L'enfance de l'art, op. 69 - Éliane Reyes, piano (mai-juin 2010, Naxos 8.572530) (OCLC 795423507)

### Chambre
- Présences 92, Festival international de Musique contemporaine de Radio France : Notturni (Concerto da camera quasi una sinfonia piccola), op. 14 pour sept instrumentistes et soprano - Ingrid Kappele ; Ensemble Asko, dir. Denis Cohen (janvier 1992, 2CD Adès ADE 682) (OCLC 79218184)
- Toccata Sinfonica (Trio no 1 pour violon, violoncelle et piano op. 34) ; Sonate pour violoncelle et piano, op. 32 ; Suite no 3 pour violoncelle seul, op. 31 Vita et Mors ; Deux préludes pour piano, op. 24 (Moment musicaux, vol. II) ; Trois préludes pour piano, op. 28 (Moment musicaux, vol. III) ; Trois préludes pour piano, op. 46 (Moment musicaux, vol. V) ; Trio no 2 pour violon, violoncelle et piano, op. 47 Les Contrastes ; Sonate pour violon et piano, op. 40 ; Sonate Breve pour violon seul, op. 45 ; Duo pour violon et violoncelle, op. 25 ; Trois petites rapsodies pour violon seul, op. 21 - Lions Gate Trio (mai 1995/mai 1996, 2CD Triton TRI 528522) (OCLC 44074993)
- Le violoncelle au XXe siècle : Suite no 4 pour violoncelle seul, op. 50 - Emmanuelle Bertrand, violoncelle (juillet 1999, Harmonia Mundi HMN 911699 ; HMC 902078) (OCLC 960464885)
- Concerto da camera, op. 61 pour clarinette et orchestre à cordes ; Divertimento, op. 37b pour clarinette et trio à cordes ; Im volkston, op. 43 pour clarinette, violon et violoncelle ; Night music, op. 73 pour clarinette et violoncelle ; Deux petites rhapsodies, op. 21b pour clarinette seule ; Mondorf Sonatina, op. 58 no 2 pour clarinette seule - Florent Héau, clarinette ; David Lefèvre, violon ; Cyrille Mercier, alto ; Thierry Amadi, violoncelle ; European Camerata, dir. Laurent Quénelle (janvier 2003, Zig-Zag Territoires) (OCLC 680228330)
- The Paris Connection : Concerto da camera, op. 61 ; Im Volkston, op. 43 ; Divertimento, op. 37b - Philippe Cuper (clarinette) et Marianne Piketty, Noelle Santos, Eric Watelle, Cécile Hugonnard-Roche (2003, Clarinet Classics CC0043) (OCLC 658893991)
- Quatuor no 3 Esquisses pour un Tombeau, op. 18 ; Quatuor no 4, op. 42 Omaggio a Beethoven ; Quatuor no 5, op. 57 ; Quatuor no 6, op. 97 - Psophos quartet (2007, AR RE-SE) (OCLC 875597424)
- Melismes : Night Music, op. 73 - Florent Pujuila (clarinette) et Antoine Pierlot (violoncelle) (Cristal Records CRC 1002)
- Sonata da camera, op. 67 (version alto) - Arnaud Thorette, alto et Johan Fargeot, piano (2006, Accord) (OCLC 775374667)
- Contre-Chant : Sonata da camera, op. 67 (version clarinette) - Sylvie Hue (clarinette) et Frédérique Lagarde (piano) (Le Chant de Linos)
- Créations : American Letters, op. 35bis (version pour 2 saxophones et piano) ; Deux Sonatines opposées pour saxophone alto et piano (Sonatina lirica, op. 108 no 1 & Sonatina lapidaria, op. 108 no 2) - Trio Saxiana (Saphir productions LVC 1123)
- Album Hommage à Henri Dutilleux : Métamorphoses pour violoncelle seul, op. 121 - Fabrice Bihan (violoncelle) (Triton TRI 331196)
- Sonate pour violoncelle et piano, op. 32 ; Quasi Variazioni, op. 27 - Marie Hallynck (violoncelle) et Cédric Tiberghien (piano) (2008, Fuga Libera FUG 543) (OCLC 822757695)
- Sonata da camera, op. 67 (version flûte) - Frédéric Chatoux (flûte) et Bertrand Giraud (piano) (novembre 2008, Anima Records) (OCLC 842145799)
- Sonatina lirica, op. 108 no 1 pour clarinette et piano - Ronald van Spaendonck, clarinette ; Éliane Reyes, piano (juin 2009, Fuga Libera) (OCLC 599913776)
- Partita concertante pour flûte et quatuor à cordes, op. 88c - Sandrine Tilly, flûte ; Quatuor Sendrez (2011, Triton TRI 331171) (OCLC 847548363)
- A Smiling Suite pour piano, violon et clarinette, op. 100b - Trio Zodiac : Kliment Krylovskiy, clarinette ; Vanessa Mollard, violon ; Riko Higuma, piano (1-3 novembre 2011, Blue Griffin recording) (OCLC 827361043)

### Musique symphonique et concertante
- Concerto pour violoncelle et orchestre, op.17 ; Folia pour alto et cordes, op.30b ; Tre Canti Canti e Finale, op.29 ; Requiem pour alto et orchestre de chambre, op.23 - Dominique de Williencourt, violoncelle ; Laurent Verney, alto ; Bertrand Walter, violon ; Orchestre philharmonique Georges Enesco, dir. Yves Prin (septembre 1992, Etcetera 1149) (OCLC 39833153)
- Modern Trumpet Concertos : Concerto pour trompette et orchestre no 1, op. 39 - Éric Aubier (trompette) et l'Orchestre de Bretagne, dir. François-Xavier Bilger (1998, Indésens) (OCLC 967634285 et 1013436976)
- Prière op. 52, pour violon et orchestre dédié « À la mémoire des martyrs juifs de tous les temps » - Laurent Korcia, violon ; Orchestre de la W.D.R. de Cologne, dir. Semyon Bychkov (Cologne, janvier 2002, RCA/BMG ; Laurent Korcia Songes RCA « Red Seal » 82375 663272) (OCLC 419732924)
- Résurgences Concertos pour trompette : Concerto pour trompette et cordes no 2 op. 65 - Éric Aubier (trompette) et l'Orchestre de Bretagne, dir. Jean-Jacques Kantorow (2002, Disques Pierre Verany PV703021 / Arion) (OCLC 658743273 et 610995899)
- Concerto da camera op. 61 ; Trio no 3, op. 54 Sonata notturna ; Symphonie no 4, op. 49b Symphonie classique Sturm und Drang ; American letters, op. 35 ; Night music, op. 73 - Ensemble Capriccioso (août 2005, Triton INTCM 331141) (OCLC 761904605)
- Concerto amoroso Le printemps, op.80 no 2 pour hautbois, violon et orchestre à cordes ; Concerto pour flûte et orchestre, op. 63 ; Concerto nostalgico L'automne, op. 80 no 1 pour hautbois, violoncelle et orchestre à cordes ; Nocturne pour violoncelle et orchestre, op. 90 ; Symphonie no 4 Sturm und Drang, op. 49 - Lisa Batiashvili, violon ; Sharon Bezaly, flûte ; Riitta Pesola, violoncelle ; François Leleux, hautbois ; Tapiola Sinfonietta, dir. Jean-Jacques Kantorow (mai 2006, BIS CD-1579) (OCLC 460336900 et 587324473)
- Tanz Fantasie : Fantaisie pour trompette et orgue, op. 48 - Éric Aubier (trompette) et Thierry Escaich (orgue) (2007, Indésens Inde 0012) (OCLC 457181189)
- Entre terres, cinq tableaux pour récitant, orchestre et chœurs op. 114, livret de Philippe Murgier - Orchestre de Douai : Nord-Pas de Calais, dir. (chœurs : Philippe Murgier), Stéphane Cardon (7 novembre 2010, Orchestre de Douai/Intégrale distribution) (OCLC 800997297)
- Meditation : Notturno pour hautbois et cordes, op. 74 - Lajos Lencsés, hautbois ; Kammerorchester Arcata Stuttgart, dir. Patrick Strub (18  septembre 2013, Bayer Records BR 100 315) (OCLC 1013415018)
- Les Quatre saisons, op. 80 : Concerto tenebroso (L'Hiver) pour hautbois, alto et orchestre à cordes, Concerto amoroso (Le Printemps) pour hautbois, violon et orchestre à cordes, Concerto luminoso (L'Été) pour hautbois, violon, alto, violoncelle et orchestre à cordes, Concerto nostalgico (L'Automne) pour hautbois, violoncelle et orchestre à cordes - François Leleux (hautbois), Valeriy Sokolov (violon), Adrien La Marca (alto), Sebastien Van Kuijk (violoncelle), Orchestre Victor Hugo-Franche Comté/Jean-François Verdier (2016, Klarthe Records) (OCLC 1033464095)

### Musique vocale
- Cantate no 1, op. 33 Vitae abdicatio pour mezzo-soprano, hautbois, chœur mixte ad libitum et orchestre de chambre ; Cantate no 2, op. 33 pour chœur mixte a cappella ; Cantate no 3, op. 33 Vita et Mors pour mezzo-soprano, violoncelle et orchestre ;  Cantate no 4, op. 44 Sonnet LXVI de Shakespeare pour chant et orchestre à cordes ; Cantate no 5, op. 77 Isiltasunaren Ortzadarra pour mezzo-soprano, chœur et orchestre ; Motets de souffrance et de consolation op. 59 Quare tristis Ego vir videns paupertam meam pour chœur a cappella ; Motet no 7, op. 71 O lux beatissima, pour chœur féminin ; Notturno, op. 74 pour hautbois et orchestre à cordes ; Benedicat Israël Domino, op. 64 pour chœur mixte a cappella - François Leleux, hautbois ; Yves Bouillier, violoncelle ; Sylvie Althaparro, Valérie Rio et Isabelle Sengès, mezzos-soprano ; chœurs Kea & Odeiertz ; Orchestre de Bayonne, dir. Xavier Delette (2003, 2CD L'Empreinte digitale ED 13170)[11]
- Memlancolia : Melodias de la melancolia, op. 119b pour soprano et orchestre - Patricia Petibon, soprano ; Orchestre national d'Espagne, dir. Josep Pons (septembre 2010, Deutsche Grammophon) (OCLC 774109290)
- Miroirs : Lamento, op. 81 « Ach dass ich Wassers genug hätte » - Malena Ernman, mezzo-soprano ; Ensemble Matheus, dir. Jean-Christophe Spinosi (2013, Deutsche Grammophon 4810648) (OCLC 887457382)
- Le Livre de Notre-Dame : Agnus Dei, op. 132 - Maîtrise de Notre-Dame de Paris, dir. Émilie Fleury et Yves Castagnet, orgue (23-24 octobre 2014, Musique sacrée à Notre-Dame de Paris) (OCLC 936561470)